# Steppesaurus
Steppesaurus es un género extinto de pelicosaurios pertenecientes a la familia Sphenacodontidae que vivieron en el Pérmico (entre el Kunguriense y el Roadiense) en lo que ahora es Norteamérica. Sus restos fósiles se han hallado en la Formación San Angelo, Texas. Steppesaurus estaba relacionado con los géneros Dimetrodon y Sphenacodon.

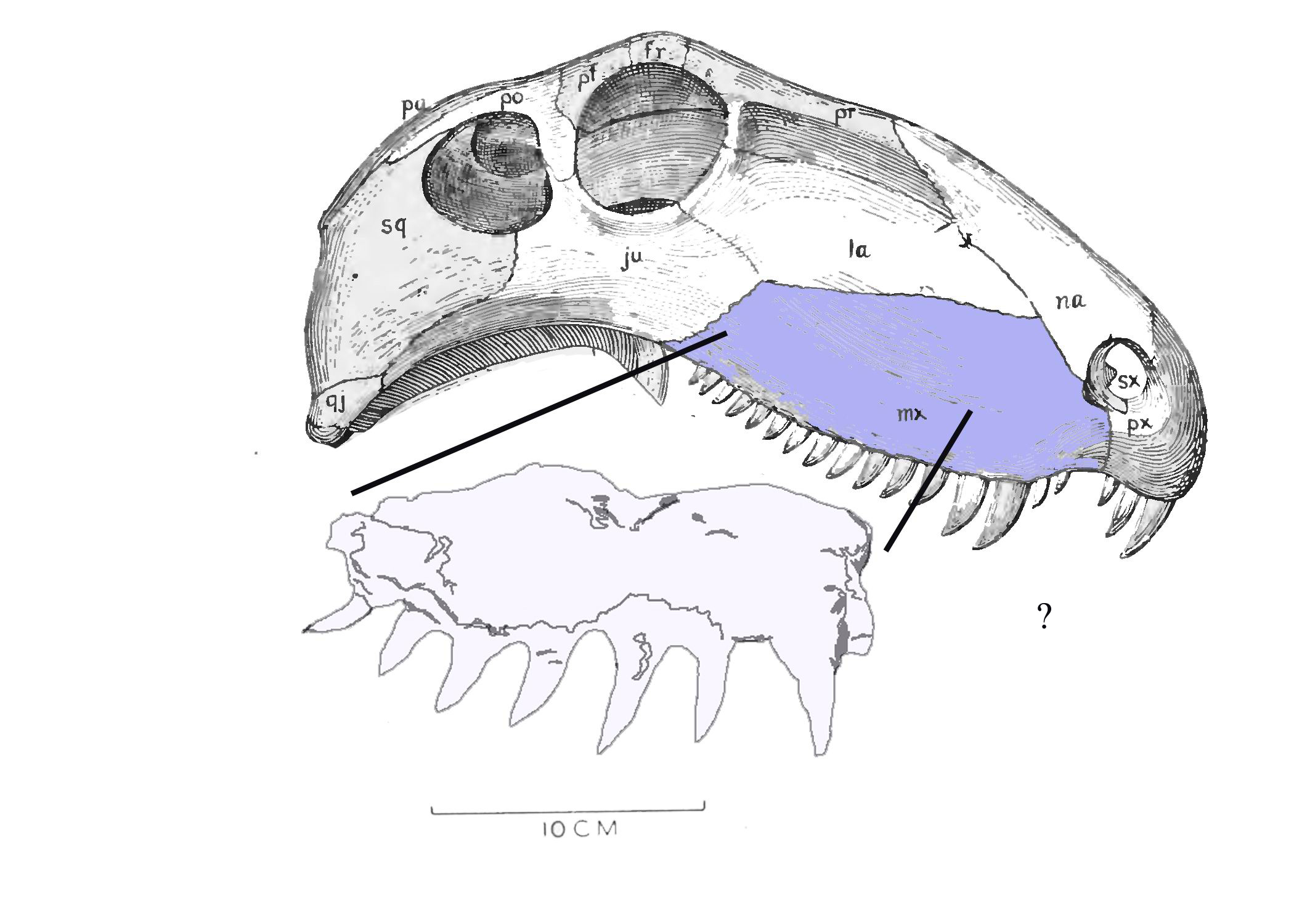
Esquema de un maxilar de Steppesaurus comparado con un cráneo de Sphenacodon.